# FAW Ulm
Das FAW Ulm (Forschungsinstitut für anwendungsorientierte Wissensverarbeitung) war ein 1987 gegründetes, 2004 geschlossenes An-Institut der Universität Ulm.

## FAW Ulm, 1987 bis 2004
Das FAW Ulm wurde im Oktober 1987 als erstes eigenständiges Institut für künstliche Intelligenz in Deutschland gegründet und hatte seinen Sitz in Ulm auf dem Oberen Eselsberg. Institutsleiter war Franz Josef Radermacher. Neben dem Bundesland Baden-Württemberg, dessen damaliger Ministerpräsident Lothar Späth sich stark für die Errichtung des Instituts eingesetzt hatte, waren verschiedene Industrieunternehmen als Stifter beteiligt. Der letzte Stifterkreis bestand aus dem Land Baden-Württemberg, der DaimlerChrysler AG, der Jenoptik AG, dem österreichischen Bundesland Kärnten, dem Deutschen Sparkassenverlag, der Hewlett-Packard GmbH, der Robert Bosch GmbH, der Stadtsparkasse Köln, der Tecomac AG sowie der ZF Friedrichshafen AG. Das Institut ermöglichte den – auf dem Markt teilweise konkurrierenden – Stifterfirmen gemeinsame vorwettbewerbliche Grundlagenforschung und diente durch die enge Kooperation mit der Universität Ulm der Integration von Forschung und Industrie.
Von den Ende der 1980er-Jahre gegründeten insgesamt fünf KI-Instituten in Deutschland erlangte in den folgenden Jahren neben dem DFKI vor allem das FAW Ulm bundespolitische Bedeutung mit seinem Forschungsschwerpunkt Servicerobotik.
Nachdem sich das Land Baden-Württemberg im Jahr 2000 als Stifter zurückgezogen hatte, stellte das FAW seine Tätigkeit mangels ausreichender Fördermittel Ende 2004 ein. Forschungsbereiche zum Zeitpunkt der Schließung waren:
- Autonome Systeme / Mensch-Maschine-Systeme
- Geschäftsprozesse / Telematik
- Softwaretechnik / Kommunikation
- Umweltinformationssysteme
- Verkehrsinformatik

## Nachfolgelösung ab 2004
Nach Schließung setzte sich die Stadt Ulm für eine Fortführungslösung ein und ermöglichte durch ihren Beitritt die Bildung eines neuen Stiftergremiums. Das wiederum von Franz Josef Radermacher geleitete, Ende 2004 gegründete  neue Institut verweist durch die Bezeichnung „FAW/n“  (für „FAW neu“) auf seine an die Arbeiten des FAW Ulm anknüpfende Tätigkeit, ohne jedoch rechtlich dessen Nachfolger zu sein, und befasst sich vorwiegend mit der Erforschung von Globalisierungsprozessen.